# 지브롤터 파운드

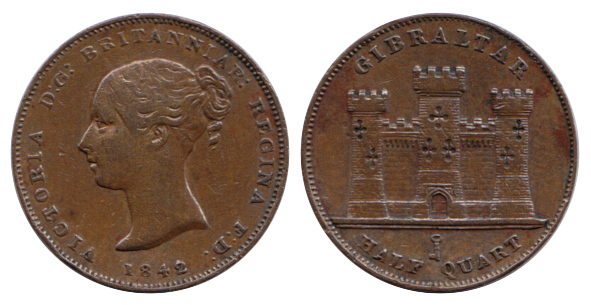
1842 지브롤터 구리 동전

지브롤터 파운드(영어: Gibraltar pound)는 지브롤터의 통화로 1 파운드는 100 펜스(pence, 단수형: penny)에 해당된다. 지브롤터 파운드는 영국 파운드와 동일한 비율의 고정 환율을 시행한다.
지브롤터는 1927년에 자체적인 지폐를 발행하기 시작했으며 1988년에는 자체적인 동전을 발행하기 시작했다. 1, 2, 5, 10, 20, 50 펜스, 1, 2 파운드 동전과 5, 10, 20, 50 파운드 지폐가 통용된다.